# Alfonso Litta

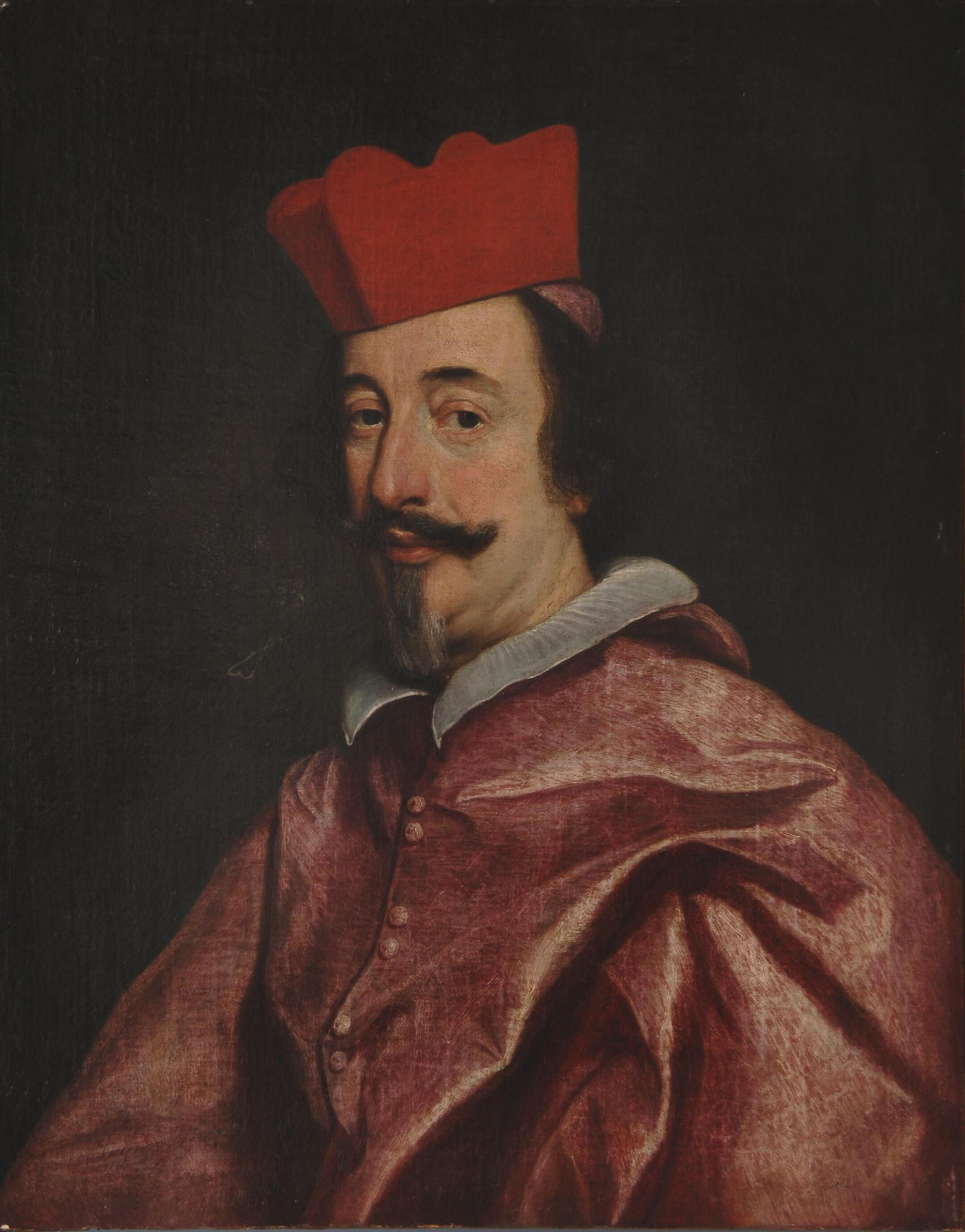
Kardinal Alfonso Litta 1667 auf einem Ölgemälde von Giovanni Battista Gaulli

Littas Kardinalswappen

Alfonso Michele Litta (* 19. September 1608 in Mailand; † 28. August 1679 in Rom) war Erzbischof von Mailand und Kardinal.

## Leben

### Familiärer Hintergrund
Alfonso Michele Litta, so sein voller Name, entstammte einer Mailänder Adelsfamilie, die im 19. Jahrhundert mit Lorenzo Litta einen weiteren Kardinal hervorbrachte.

### Frühe Jahre
Schon in seiner Jugend stand es mit Littas Gesundheit nicht zum Besten. Er studierte in Salamanca und Bologna und erhielt schließlich die niederen Weihen durch Federico Borromeo, den damaligen Erzbischof von Mailand. Danach war Litta am vatikanischen Gericht in Rom tätig und war in verschiedenen Städten Gouverneur. Als Gouverneur von Camerino lernte er 1639 den dortigen Bischof Emilio Altieri, den späteren Papst Clemens X., kennen und war bald mit ihm befreundet. 1643 war er als päpstlicher Vizelegat in Bologna, Ferrara und der Emilia-Romagna. Erst 1648 empfing er mit fast vierzig Jahren die Priesterweihe.

### Erzbischof von Mailand und Kardinal
Am 17. Juni 1652 wurde Alfonso Litta schließlich zum Erzbischof von Mailand ernannt, eine Woche später, am 24. Juni 1652, spendete ihm Kardinal Giulio Roma die Bischofsweihe, Mitkonsekratoren waren Giovanni Battista Spada, Titularpatriarch von Konstantinopel, und Carlo Carafa, Bischof von Aversa. Er hielt insgesamt 15 Synoden ab, darunter zwei große (1658 und 1669).
Papst Alexander VII. erhob ihn am 14. Januar 1664 zum Kardinal in pectore. Erst 1666 wurde seine Kreierung öffentlich bekannt gegeben. Litta erhielt als Kardinalpriester die Titelkirche S. Croce in Gerusalemme. Er nahm an den Konklaven von 1667 und 1669–1670 teil. Trotz seiner schlechten Gesundheit reiste er anlässlich des Jubeljahres 1675 nach Rom und nahm ein Jahr später am Konklave teil, das Innozenz XI. wählte.

### Tod
Alfonso Litta starb am 28. August 1679 und wurde zunächst in der Kirche San Carlo al Corso in Rom bestattet. Erst später wurden seine Gebeine nach Mailand überführt. Sein Grab, das er selbst entwerfen ließ, befindet sich im Mailänder Dom.